# UEFA Youth League 2013/14
De UEFA Youth League 2013/14 is het eerste seizoen van het Europese voetbaltoernooi voor jeugdelftallen. FC Barcelona won het toernooi.

## Groepsfase
Er zullen 32 teams deelnemen aan de groepsfase: de tien winnaars van de UEFA Champions League 2013/14 play-off ronde (5 kampioen en 5 niet-kampioenen) en de volgende 22 teams:

## Deelnemers
| Team              | Land     | D |
| ----------------- | -------- | - |
| Manchester United | Engeland | 1 |
| Manchester City   | Engeland | 1 |
| Chelsea FC        | Engeland | 1 |
| Arsenal FC        | Engeland | 1 |
| FC Barcelona      | Spanje   | 1 |
| Real Madrid       | Spanje   | 1 |
| Atlético Madrid   | Spanje   | 1 |
| Real Sociedad     | Spanje   | 1 |

| Team              | Land      | D |
| ----------------- | --------- | - |
| Bayern München    | Duitsland | 1 |
| Borussia Dortmund | Duitsland | 1 |
| FC Schalke 04     | Duitsland | 1 |
| Bayer Leverkusen  | Duitsland | 1 |
| Juventus          | Italië    | 1 |
| AC Milan          | Italië    | 1 |
| Napoli            | Italië    | 1 |
| Benfica           | Portugal  | 1 |

| Team                  | Land        | D |
| --------------------- | ----------- | - |
| FC Porto              | Portugal    | 1 |
| Paris Saint-Germain   | Frankrijk   | 1 |
| Olympique Marseille   | Frankrijk   | 1 |
| CSKA Moskou           | Rusland     | 1 |
| Zenit Sint-Petersburg | Rusland     | 1 |
| Ajax                  | Nederland   | 1 |
| Shaktar Donetsk       | Oekraïne    | 1 |
| Olympiakos            | Griekenland | 1 |

| Team               | Land        | D |
| ------------------ | ----------- | - |
| Galatasaray SK     | Turkije     | 1 |
| RSC Anderlecht     | België      | 1 |
| FC Kopenhagen      | Denemarken  | 1 |
| FC Basel           | Zwitserland | 1 |
| Austria Wien       | Oostenrijk  | 1 |
| Celtic FC          | Schotland   | 1 |
| FC Viktoria Pilsen | Tsjechië    | 1 |
| Steaua Boekarest   | Roemenië    | 1 |

| Legenda kleuren in de tabellen                                |
| ------------------------------------------------------------- |
| Groepswinnaars en nummers twee gaan door naar de tweede ronde |
| Uitgeschakeld                                                 |

## Hoofdtoernooi

### Groepsfase

#### Poule A
| Datum   | Tijd  | Team                | Score | Team                |
| ------- | ----- | ------------------- | ----- | ------------------- |
| 17 sep. | 16:00 | Real Sociedad       | 3 - 2 | Sjachtar Donetsk    |
| 17 sep. | 17:00 | Manchester United   | 4 - 3 | Bayer 04 Leverkusen |
| 2 okt.  | 13:00 | Bayer 04 Leverkusen | 1 - 5 | Real Sociedad       |
| 2 okt.  | 14:00 | Sjachtar Donetsk    | 2 - 1 | Manchester United   |
| 23 okt. | 14:00 | Bayer 04 Leverkusen | 1 - 2 | Sjachtar Donetsk    |
| 23 okt. | 15:00 | Manchester United   | 0 - 1 | Real Sociedad       |
| 5 nov.  | 14:00 | Sjachtar Donetsk    | 2 - 2 |                     |
| 5 nov.  | 15:00 | Real Sociedad       | 0 - 2 | Manchester United   |
| 27 nov. | 14:00 | Bayer 04 Leverkusen | 3 - 1 | Manchester United   |
| 27 nov. | 14:00 | Sjachtar Donetsk    | 0 - 0 | Real Sociedad       |
| 9 dec.  | 20:00 | Manchester United   | 1 - 1 | Sjachtar Donetsk    |
| 10 dec. | 15:00 | Real Sociedad       | 0 - 1 | Bayer 04 Leverkusen |

| Nr. | Club                 | Wedstrijden | Wedstrijden | Wedstrijden | Wedstrijden | Doelpunten | Doelpunten | Doelpunten | Punten |
| --- | -------------------- | ----------- | ----------- | ----------- | ----------- | ---------- | ---------- | ---------- | ------ |
| Nr. | Club                 | G           | W           | G           | V           | V          | T          | Saldo      | Punten |
| 1   | Real Sociedad        | 6           | 3           | 1           | 2           | 9          | 6          | +3         | 10     |
| 2   | Sjachtar Donetsk     | 6           | 2           | 3           | 1           | 9          | 8          | +1         | 9      |
| 3   | Manchester United FC | 6           | 2           | 1           | 2           | 9          | 10         | −1         | 7      |
| 4   | Bayer 04 Leverkusen  | 6           | 2           | 1           | 3           | 11         | 14         | −3         | 7      |

#### Poule B
| Datum   | Tijd  | Team           | Score | Team           |
| ------- | ----- | -------------- | ----- | -------------- |
| 17 sep. | 15:00 | FC Kopenhagen  | 2 - 2 | Juventus FC    |
| 17 sep. | 16:00 | Galatasaray SK | 1 - 1 | Real Madrid    |
| 2 okt.  | 15:00 | Juventus FC    | 3 - 1 | Galatasaray SK |
| 2 okt.  | 16:00 | Real Madrid    | 1 - 1 | FC Kopenhagen  |
| 23 okt. | 14:00 | Galatasaray SK | 0 - 1 | FC Kopenhagen  |
| 23 okt. | 16:00 | Real Madrid    | 6 - 2 | Juventus FC    |
| 5 nov.  | 14:30 | Juventus FC    | 0 - 2 | Real Madrid    |
| 5 nov.  | 17:00 | FC Kopenhagen  | 2 - 2 | Galatasaray SK |
| 27 nov. | :     | Juventus FC    | 2 - 2 | FC Kopenhagen  |
| 27 nov. | :     | Real Madrid    | 4 - 1 | Galatasaray SK |
| 10 dec. | 14:00 | Galatasaray SK | 0 - 5 | Juventus FC    |
| 10 dec. | 16:00 | FC Kopenhagen  | 3 - 2 | Real Madrid    |

| Nr. | Club           | Wedstrijden | Wedstrijden | Wedstrijden | Wedstrijden | Doelpunten | Doelpunten | Doelpunten | Punten |
| --- | -------------- | ----------- | ----------- | ----------- | ----------- | ---------- | ---------- | ---------- | ------ |
| Nr. | Club           | G           | W           | G           | V           | V          | T          | Saldo      | Punten |
| 1   | Real Madrid    | 6           | 3           | 2           | 1           | 16         | 8          | +8         | 11     |
| 2   | FC Kopenhagen  | 6           | 2           | 4           | 0           | 11         | 9          | +2         | 10     |
| 3   | Juventus FC    | 6           | 2           | 2           | 2           | 14         | 13         | +1         | 8      |
| 4   | Galatasaray SK | 6           | 0           | 2           | 4           | 5          | 16         | −11        | 2      |

#### Poule C
| Datum   | Tijd  | Team                | Score | Team                |
| ------- | ----- | ------------------- | ----- | ------------------- |
| 17 sep. | 16:00 | SL Benfica          | 3 - 0 | RSC Anderlecht      |
| 18 sep. | 13:00 | Olympiakos          | 0 - 0 | Paris Saint-Germain |
| 2 okt.  | 15:00 | Paris Saint-Germain | 1 - 4 | SL Benfica          |
| 3 okt.  | 18:30 | RSC Anderlecht      | 4 - 2 | Olympiakos          |
| 23 okt. | 16:00 | SL Benfica          | 0 - 0 | Olympiakos          |
| 24 okt. | 16:00 | RSC Anderlecht      | 0 - 1 | Paris Saint-Germain |
| 6 nov.  | 14:30 | Paris Saint-Germain | 1 - 1 | RSC Anderlecht      |
| 6 nov.  | 18:00 | Olympiakos          | 0 - 1 | SL Benfica          |
| 27 nov. | 14:30 | Paris Saint-Germain | 1 - 1 | Olympiakos          |
| 28 nov. | 18:00 | RSC Anderlecht      | 3 - 6 | SL Benfica          |
| 10 dec. | 16:00 | SL Benfica          | 1 - 1 | Paris Saint-Germain |
| 11 dec. | 18:00 | Olympiakos          | 0 - 0 | RSC Anderlecht      |

| Nr. | Club                | Wedstrijden | Wedstrijden | Wedstrijden | Wedstrijden | Doelpunten | Doelpunten | Doelpunten | Punten |
| --- | ------------------- | ----------- | ----------- | ----------- | ----------- | ---------- | ---------- | ---------- | ------ |
| Nr. | Club                | G           | W           | G           | V           | V          | T          | Saldo      | Punten |
| 1   | SL Benfica          | 6           | 4           | 2           | 0           | 15         | 5          | +10        | 14     |
| 2   | Paris Saint-Germain | 6           | 1           | 4           | 1           | 5          | 7          | −2         | 7      |
| 3   | RSC Anderlecht      | 6           | 1           | 2           | 3           | 8          | 13         | −5         | 5      |
| 4   | Olympiakos          | 6           | 0           | 4           | 2           | 3          | 6          | −3         | 4      |

#### Poule D
| Datum   | Tijd  | Team               | Score | Team               |
| ------- | ----- | ------------------ | ----- | ------------------ |
| 17 sep. | 11:30 | FC Viktoria Pilsen | 1 - 4 | Manchester City    |
| 17 sep. | 14:00 | FC Bayern München  | 0 - 2 | FK CSKA Moskou     |
| 2 okt.  | 11:00 | FK CSKA Moskou     | 5 - 0 | FC Viktoria Pilsen |
| 2 okt.  | 16:00 | Manchester City    | 6 - 0 | FC Bayern München  |
| 23 okt. | 11:00 | FK CSKA Moskou     | 1 - 1 | Manchester City    |
| 23 okt. | 15:00 | FC Bayern München  | 4 - 0 | FC Viktoria Pilsen |
| 5 nov.  | 11:30 | FC Viktoria Pilsen | 1 - 4 | FC Bayern München  |
| 5 nov.  | 16:00 | Manchester City    | 1 - 2 | FK CSKA Moskou     |
| 27 nov. | 10:00 | FK CSKA Moskou     | 1 - 2 | FC Bayern München  |
| 27 nov. | 16:00 | Manchester City    | 3 - 0 | FC Viktoria Pilsen |
| 10 dec. | 11:30 | FC Viktoria Pilsen | 0 - 2 | FK CSKA Moskou     |
| 10 dec. | 14:00 | FC Bayern München  | 0 - 0 | Manchester City    |

| Nr. | Club               | Wedstrijden | Wedstrijden | Wedstrijden | Wedstrijden | Doelpunten | Doelpunten | Doelpunten | Punten |
| --- | ------------------ | ----------- | ----------- | ----------- | ----------- | ---------- | ---------- | ---------- | ------ |
| Nr. | Club               | G           | W           | G           | V           | V          | T          | Saldo      | Punten |
| 1   | FK CSKA Moskou     | 6           | 4           | 1           | 1           | 13         | 4          | +9         | 13     |
| 2   | Manchester City    | 6           | 3           | 2           | 1           | 15         | 4          | +11        | 11     |
| 3   | FC Bayern München  | 6           | 3           | 1           | 2           | 10         | 10         | 0          | 10     |
| 4   | FC Viktoria Pilsen | 6           | 0           | 0           | 6           | 2          | 22         | −20        | 0      |

#### Poule E
| Datum   | Tijd  | Team             | Score | Team             |
| ------- | ----- | ---------------- | ----- | ---------------- |
| 18 sep. | 14:00 | Chelsea FC       | 4 - 0 | FC Basel         |
| 18 sep. | 15:00 | FC Schalke 04    | 3 - 0 | Steaua Boekarest |
| 1 okt.  | 15:00 | Steaua Boekarest | 0 - 4 | Chelsea FC       |
| 1 okt.  | 15:00 | FC Basel         | 0 - 5 | FC Schalke 04    |
| 22 okt. | 14:00 | FC Schalke 04    | 0 - 2 | Chelsea FC       |
| 22 okt. | 15:00 | Steaua Boekarest | 1 - 1 | FC Basel         |
| 6 nov.  | 15:00 | FC Basel         | 1 - 3 | Steaua Boekarest |
| 6 nov.  | 16:00 | Chelsea FC       | 1 - 0 | FC Schalke 04    |
| 26 nov. | 15:00 | FC Basel         | 1 - 2 | Chelsea FC       |
| 26 nov. | 15:00 | Steaua Boekarest | 1 - 1 | FC Schalke 04    |
| 10 dec. | 20:00 | Chelsea FC       | 5 - 0 | Steaua Boekarest |
| 11 dec. | 14:00 | FC Schalke 04    | 5 - 1 | FC Basel         |

| Nr. | Club             | Wedstrijden | Wedstrijden | Wedstrijden | Wedstrijden | Doelpunten | Doelpunten | Doelpunten | Punten |
| --- | ---------------- | ----------- | ----------- | ----------- | ----------- | ---------- | ---------- | ---------- | ------ |
| Nr. | Club             | G           | W           | G           | V           | V          | T          | Saldo      | Punten |
| 1   | Chelsea FC       | 6           | 6           | 0           | 0           | 18         | 1          | +17        | 18     |
| 2   | FC Schalke 04    | 6           | 3           | 1           | 2           | 14         | 5          | +9         | 10     |
| 3   | Steaua Boekarest | 6           | 1           | 2           | 3           | 5          | 15         | −10        | 5      |
| 4   | FC Basel         | 6           | 0           | 1           | 5           | 4          | 20         | −16        | 1      |

#### Poule F
| Datum   | Tijd  | Team                | Score | Team                |
| ------- | ----- | ------------------- | ----- | ------------------- |
| 18 sep. | 15:00 | Olympique Marseille | 1 - 4 | Arsenal FC          |
| 18 sep. | 15:00 | SSC Napoli          | 1 - 0 | Borussia Dortmund   |
| 1 okt.  | 15:00 | Borussia Dortmund   | 5 - 2 | Olympique Marseille |
| 2 okt.  | 20:00 | Arsenal FC          | 4 - 1 | SSC Napoli          |
| 22 okt. | 15:00 | Olympique Marseille | 2 - 1 | SSC Napoli          |
| 23 okt. | 20:00 | Arsenal FC          | 0 - 0 | Borussia Dortmund   |
| 6 nov.  | 15:00 | SSC Napoli          | 2 - 0 | Olympique Marseille |
| 6 nov.  | 16:00 | Borussia Dortmund   | 2 - 2 | Arsenal FC          |
| 25 nov. | 20:00 | Arsenal FC          | 1 - 1 | Olympique Marseille |
| 26 nov. | 16:00 | Borussia Dortmund   | 2 - 1 | SSC Napoli          |
| 11 dec. | 15:00 | Olympique Marseille | 4 - 1 | Borussia Dortmund   |
| 11 dec. | 15:00 | SSC Napoli          | 2 - 1 | Arsenal FC          |

| Nr. | Club                | Wedstrijden | Wedstrijden | Wedstrijden | Wedstrijden | Doelpunten | Doelpunten | Doelpunten | Punten |
| --- | ------------------- | ----------- | ----------- | ----------- | ----------- | ---------- | ---------- | ---------- | ------ |
| Nr. | Club                | G           | W           | G           | V           | V          | T          | Saldo      | Punten |
| 1   | Arsenal FC          | 6           | 2           | 3           | 1           | 12         | 7          | +5         | 9      |
| 2   | SSC Napoli          | 6           | 3           | 0           | 3           | 8          | 9          | −1         | 9      |
| 3   | Borussia Dortmund   | 6           | 2           | 2           | 2           | 10         | 10         | 0          | 8      |
| 4   | Olympique Marseille | 6           | 2           | 1           | 3           | 10         | 14         | −4         | 7      |

#### Poule G
| Datum   | Tijd  | Team                  | Score | Team                  |
| ------- | ----- | --------------------- | ----- | --------------------- |
| 18 sep. | 11:00 | Austria Wien          | 3 - 0 | FC Porto              |
| 18 sep. | 12:00 | Atlético Madrid       | 4 - 2 | Zenit Sint-Petersburg |
| 1 okt.  | 11:00 | Zenit Sint-Petersburg | 0 - 3 | Austria Wien          |
| 1 okt.  | 12:00 | FC Porto              | 3 - 1 | Atlético Madrid       |
| 22 okt. | 11:00 | Austria Wien          | 3 - 3 | Atlético Madrid       |
| 22 okt. | 12:00 | FC Porto              | 2 - 2 | Zenit Sint-Petersburg |
| 6 nov.  | 10:00 | Zenit Sint-Petersburg | 1 - 2 | FC Porto              |
| 6 nov.  | 12:00 | Atlético Madrid       | 2 - 1 | Austria Wien          |
| 26 nov. | 10:00 | Zenit Sint-Petersburg | 3 - 4 | Atlético Madrid       |
| 26 nov. | 12:00 | FC Porto              | 0 - 0 | Austria Wien          |
| 11 dec. | 11:00 | Austria Wien          | 2 - 1 | Zenit Sint-Petersburg |
| 11 dec. | 12:00 | Atlético Madrid       | 3 - 2 | FC Porto              |

| Nr. | Club                  | Wedstrijden | Wedstrijden | Wedstrijden | Wedstrijden | Doelpunten | Doelpunten | Doelpunten | Punten |
| --- | --------------------- | ----------- | ----------- | ----------- | ----------- | ---------- | ---------- | ---------- | ------ |
| Nr. | Club                  | G           | W           | G           | V           | V          | T          | Saldo      | Punten |
| 1   | Atlético Madrid       | 6           | 4           | 1           | 1           | 17         | 14         | +3         | 13     |
| 2   | Austria Wien          | 6           | 3           | 2           | 1           | 12         | 6          | +6         | 11     |
| 3   | FC Porto              | 6           | 2           | 2           | 2           | 9          | 10         | −1         | 8      |
| 4   | Zenit Sint-Petersburg | 6           | 0           | 1           | 5           | 9          | 17         | −8         | 1      |

#### Poule H
| Datum   | Tijd  | Team         | Score       | Team         |
| ------- | ----- | ------------ | ----------- | ------------ |
| 17 sep. | 20:00 | FC Barcelona | 4 - 1       | AFC Ajax     |
| 18 sep. | 15:00 | AC Milan     | 3 - 1       | Celtic FC    |
| 1 okt.  | 15:00 | Celtic FC    | 1 - 2       | FC Barcelona |
| 2 okt.  | 19:00 | AFC Ajax     | 2 - 3       | AC Milan     |
| 22 okt. | 15:00 | AC Milan     | 2 - 6       | FC Barcelona |
| 22 okt. | 15:00 | Celtic FC    | 4 - 1       | AFC Ajax     |
| 5 nov.  | 17:00 | AFC Ajax     | 2 - 1       | Celtic FC    |
| 5 nov.  | 17:45 | FC Barcelona | 1 - 1       | AC Milan     |
| 26 nov. | 16:00 | Celtic FC    | 1 - 1       | AC Milan     |
| 27 nov. | 19:00 | AFC Ajax     | 0 - 4       | FC Barcelona |
| 10 dec. | 18:00 | FC Barcelona | 3 - 0       | Celtic FC    |
| 11 dec. | 15:15 | AC Milan     | Geannuleerd | AFC Ajax     |

| Nr. | Club         | Wedstrijden | Wedstrijden | Wedstrijden | Wedstrijden | Doelpunten | Doelpunten | Doelpunten | Punten |
| --- | ------------ | ----------- | ----------- | ----------- | ----------- | ---------- | ---------- | ---------- | ------ |
| Nr. | Club         | G           | W           | G           | V           | V          | T          | Saldo      | Punten |
| 1   | FC Barcelona | 6           | 5           | 1           | 0           | 20         | 5          | +15        | 16     |
| 2   | AC Milan     | 5           | 2           | 2           | 1           | 10         | 11         | −1         | 8      |
| 3   | Celtic FC    | 6           | 1           | 1           | 4           | 8          | 12         | −4         | 4      |
| 4   | AFC Ajax     | 5           | 1           | 0           | 4           | 6          | 16         | −10        | 3      |

## Knock-outfase
In de knock-outfase zal er gespeeld worden over één wedstrijd. Als er na de reguliere speeltijd sprake is van een gelijkspel zal een penalty shoot-out de winnaar uitwijzen (geen verlenging).
- Tijdens de loting voor de laatste 16, zullen de acht groep winnaars een geplaatste status hebben, de acht nummers 2 zullen een ongeplaatste status hebben. De geplaatste teams zullen worden geloot tegen de ongeplaatste teams. Ploegen die in dezelfde groep zaten en ploegen uit dezelfde landen kunnen in deze ronde niet tegen elkaar worden geloot.
- Vanaf de kwartfinales zal er geen geplaatste en ongeplaatste status meer zijn en kan iedereen elkaar loten.

### Achtste finales
De wedstrijden werden gespeeld op 18, 25 en 26 februari 2014.
| Team 1          | Uitslag | Team 2              |
| --------------- | ------- | ------------------- |
| FC Barcelona    | 4 - 1   | FC Kopenhagen       |
| Chelsea FC      | 4 - 1   | AC Milan            |
| Real Sociedad   | 1 - 2   | Schalke 04          |
| Arsenal FC      | 3 - 1   | Shakhtar Donetsk    |
| CSKA Moskou     | 1 - 2   | Paris Saint-Germain |
| Benfica         | 3 - 1   | Austria Wien        |
| Real Madrid     | 2 - 1   | Napoli              |
| Atlético Madrid | 0 - 1   | Manchester City     |

### Kwartfinales
De wedstrijden werden gespeeld op 11, 16 en 18 maart 2014.
| Team 1              | Uitslag | Team 2      |
| ------------------- | ------- | ----------- |
| Paris Saint-Germain | 0 - 1   | Real Madrid |
| Chelsea FC          | 1 - 3   | Schalke 04  |
| FC Barcelona        | 4 - 2   | Arsenal FC  |
| Manchester City     | 1 - 2   | Benfica     |

### Halve finales
De wedstrijden werden gespeeld op 11 april 2014.
| Team 1      | Uitslag | Team 2       |
| ----------- | ------- | ------------ |
| Real Madrid | 0-4     | Benfica      |
| Schalke 04  | 0-1     | FC Barcelona |

### Finale
|                     |         |                                            |              |                                                        |
| 14 april 2014 18:00 | Benfica | 0 - 3                                      | FC Barcelona | Colovraystadion, Nyon Scheidsrechter: Miroslav Zelinka |
| 14 april 2014 18:00 |         | Rodrigo Tarín 9' Munir El Haddadi 33', 88' |              | Colovraystadion, Nyon Scheidsrechter: Miroslav Zelinka |

## Kampioen
| UEFA Youth League 2013/2014 |
| --------------------------- |
| FC Barcelona 1e titel       |

## Statistieken

### Topschutters
| Rang | Naam             | Team            | Goals | Minuten gespeeld |
| ---- | ---------------- | --------------- | ----- | ---------------- |
| 1    | Munir El Haddadi | FC Barcelona    | 11    | 704'             |
| 2    | Devante Cole     | Manchester City | 6     | 578'             |
| 2    | John Swift       | Chelsea         | 6     | 630'             |
| 2    | Rochinha         | Benfica         | 6     | 732'             |

2013/14 · 2014/15 · 2015/16 · 2016/17 · 2017/18 · 2018/19 · 2019/20 · 2020/21 · 2021/22 · 2022/23 · 2023/24 · 2024/25